# Сладков, Александр Валерьевич
Алекса́ндр Вале́рьевич Сладко́в (род. 1 апреля 1966, Монино, Московская область) — российский военный журналист, пропагандист, специальный корреспондент ДИП «Вести» ВГТРК. Старший лейтенант ВС РФ. Находится под санкциями всех стран Евросоюза за «распространение дезинформации и прокремлёвской пропаганды»..

## Биография
Александр Валерьевич Сладков родился 1 апреля 1966 года в семье офицера Советской Армии в пгт Монино Щёлковского района Московской области, ныне городской округ Щёлково Московской области.
В 1982 году поступил по конкурсу (20 человек на место) в Курганское высшее военно-политическое авиационное училище и в 1987 году окончил его. Проходил службу в Сибирском, Туркестанском, Ленинградском и Прикарпатском военных округах. Последнее место службы — 13-я армия. В 1992 году уволился в запас из Вооружённых Сил Российской Федерации в звании старшего лейтенанта.
В 1992—1993 годах — корреспондент щелковской районной газеты «Время», «Голос России», на «Радио России».
С 1993 года работает на телеканале «Россия». Корреспондент программы «Вести».
Учился на журналистском факультете гуманитарного университета, который окончил экстерном.
С апреля 2002 по сентябрь 2015 года — автор, руководитель и ведущий «Военной программы», с сентября 2003 по январь 2004 года — ведущий телеигры «Крутой маршрут».
С 2014 года — член Общественного совета при Министерстве обороны Российской Федерации.
Член комиссии по медиакоммуникациям Попечительского совета ДОСААФ России.
В июле 2022 года в подконтрольной ЛНР Варваровке автомобиль с номером, совпадающим с номером подаренного Сладкову чёрного внедорожника Toyota насмерть сбил человека. 11 июля в сюжете «Вести. Дон» сообщалось об этом подарке, судя по кэшу гугла, видео удалили 13 июля. По мнению украинского журналиста Дениса Казанского, человека сбил Сладков; сам Сладков обвинения отвергает.

### Военная журналистика
В качестве военкора работал в большинстве «горячих точек» на постсоветском пространстве. Освещал Приднестровский конфликт, гражданскую войну в Таджикистане, Грузино-абхазский конфликт и Чеченский конфликт.
Освещал боевые действия в ходе военной операции НАТО в Афганистане, Ираке и Сербии. Однажды попал в руки Службы безопасности Афганистана, остановившей его в Панджшерском ущелье на пути к Пизгаранскому кресту. Его спасло вмешательство посольства России.
Передавал репортажи из Грозного во время боёв в январе 1995 года, в марте и августе 1996 года, а также в январе 2000 года.
Освещал события, связанные с освобождением заложников в Будённовске, Кизляре и Первомайском.
Работал во время освобождения федеральными силами южных территорий Дагестана, подвергшихся нападению наёмников и чеченских боевиков в августе 1999 года.
В 2002 году Сладков выдвинул идею, а затем возглавил «Военную программу» на ВГТРК.
9 августа 2008 года направлялся для освещения событий войны в Грузии. Автомобильная колонна, в которой находилась машина съёмочной группы телеканала «Вести», попала под обстрел. Сладков был ранен в ногу.
С начала 2014 года Сладков работал на Донбассе. В 2022 году освещает вторжение России на Украину.
В 2022 году стал членом рабочей группы по мобилизации при президенте России.

## Санкции
23 июня 2023 года, из-за вторжения России на Украину, Сладков включён в санкционный список всех стран Евросоюза за поддержку действий которые подрывают и угрожают территориальной целостности, суверенитету и независимости Украины:

Сладков является членом рабочей группы созданной президентом Путиным в декабре 2022 года, в задачи которой входит координация мобилизационных усилий России для поддержки агрессивной войны против Украины. Помимо своей роли в рабочей группе, он работает военным корреспондентом на российском государственном вещателя ВГТРК, распространяя дезинформацию и прокремлёвскую пропаганду об агрессивной войне против Украины.— «Официальный журнал Европейского союза», Брюссель, 23 июня 2023 года
28 июня 2023 года внесён в санкционный список Швейцарии по аналогичным основаниям. Ранее Национальное агентство по предотвращению коррупции Украины выступило с инициативой о введении против Сладкова международных санкций за пропаганду, поддержку войны и распространение дезинформации о войне России против Украины. 11 апреля 2025 года внесён в санкционный список Украины против «пропагандистов войны и тех, кто оправдывает Россию».

## Фильмография
Сладков снял документальный фильм о событиях на Балканах и четырнадцать фильмов о событиях на Кавказе совместно с режиссёром Игорем Беляевым.
В числе последних фильмов Александра Сладкова — «Мы — Донбасс!», выпущенный в 2017 году, об иностранных добровольцах, воюющих на Донбассе, а также «Крым. Моя весна» 2020 года о Аннексии Крыма Российской Федерацией.
Наиболее известные работы:
- Фильм о событиях на Балканах.
- Четырнадцать картин о событиях на Кавказе (совместно с режиссёром Игорем Беляевым), в том числе «Вся война» (посвящена операциям 1994—1996 гг.), «Дорога в Ад» (о событиях декабря 1994 года и начале января 1995 г. в Грозном), «Собачий вальс» (о событиях в Будённовске и Первомайске), «Операция без названия» (про штурм Грозного) и др.
- «Солдаты» (РТР, 23 февраля 2002)
- «Неизвестный солдат. Последняя командировка» (2004) — фильм о жизни и подвиге офицера группы «Вымпел», Героя России Дмитрия Разумовского, который отдал жизнь, спасая детей в Беслане[23].
- «Найти и уничтожить. Конец банды Гелаева» (2005) — о деятельности известного международного террориста Руслана Гелаева и об операции по уничтожению его отряда[24].
- «Парад Победы» (2005) — фильм о деталях подготовки к параду Победы 2005 года, а также о неизвестных ранее подробностях подготовок парадов прошлых лет[25].
- «Афганистан. Между прошлым и будущим» (2005) — в основе авторского фильма лежат известные и малоизвестные события, происходившие в этой стране с момента вывода советских войск в 1989 году[26].
- «Операция «Муслим» Дагестанский детектив» (2006) — фильм о борьбе с террористическим подпольем в Дагестане
- «Лорд, разведчик и другие… Чеченские истории» (2007) — фильм о героических буднях сотрудников МВД Чечни, борющихся с остатками бандформирований на территории республики[27].
- «Гвардия. Мы были простыми смертными» (2009) — документальный фильм состоит из нескольких новелл, посвящённых подвигам различных участников Сталинградской битвы[28].
- «Спасти любой ценой» (2009) — фильм о войне в Грузии в августе 2008 года. Кроме того, в фильме рассказывается о спасении съёмочной группы Александра Сладкова майором Денисом Ветчиновым[29].
- «Кузькина мать. Итоги» (2011—2015) — документальный цикл о последствиях периода правления Никиты Хрущёва.
- «Порт-Артур. Мы вернулись» (2012) — двухсерийный фильм об участии Российской империи в Русско-японской войне.
- «Огненная застава. Оставшиеся в живых» (2013) — фильм о бое на 12-й пограничной заставе Московского погранотряда Группы Пограничных войск Российской Федерации в Республике Таджикистан 13 июля 1993 года[30].
- «Пылающий август» (2013) — фильм, снятый к пятилетию со дня начала войны в Грузии[31].
- «Приговорённые. Капкан для группы „Альфа“» (2014) — документальный фильм о событиях 13 января 1991 года в Вильнюсе. В отличие от других фильмов Сладкова, был показан в эфире канала «НТВ»[32].
- «Мы — Донбасс!» (2017) — документальный фильм об иностранных добровольцах, воюющих на Донбассе[33].
- «Крым. Моя весна» (2020) — документальный фильм о аннексии Крыма Российской Федерацией[3][34][неавторитетный источник].

## Книги
- Обратная сторона войны. — М.: Э, 2015. — 397 с. — ISBN 978-5-699-82642-1.
- Грозный. Буденновск. Цхинвал. Донбасс. — М.: Время, 2015. — 245 с. — ISBN 978-5-9691-1380-0.
- Армия США. Как все устроено. — М.: Э, 2017. — 316 с. — ISBN 978-5-699-95794-1.

## Награды и премии
Награды
- Орден Мужества (8 декабря 2000) — за мужество, отвагу и самоотверженность, проявленные при исполнении профессионального долга, и объективное освещение событий в Северо-Кавказском регионе[35].
- Орден Мужества (2009)[36][3].
- Орден Почёта (8 мая 1996) — за активное участие в создании и становлении Всероссийской государственной телевизионной и радиовещательной компании[37].
- Медаль ВВ МВД России «За содействие» (28 января 2009 года)[38]
- Орден Дружбы (26 июня 2013, Южная Осетия) — за большой личный вклад в развитие дружественных российско-южноосетинских отношений, высокий профессионализм, мужество и самоотверженность, проявленные при освещении грузинской агрессии против Южной Осетии в августе 2008 года[39].
- Золотая медаль имени Юрия Левитана «За выдающийся вклад в теле-радиожурналистику» (2022 год, кинофорум «Золотой Витязь»)[40].
- Именное оружие от министра обороны России Маршала Российской Федерации И. Д. Сергеева (1999)[41].
- Ценный подарок от министра обороны России С. Б. Иванова (2007) — за активное содействие в решении задач, возложенных на Вооружённые Силы Российской Федерации[42].

Премии
- Премия Правительства Российской Федерации в области средств массовой информации (23 декабря 2020) — за личный вклад в развитие репортёрской деятельности и военной журналистики[43].
- Премия «Золотое перо России» (2001) в номинации «Добрый поступок — доброе сердце»[44].
- Премия «За возрождение России» (2005) — за авторский цикл программ «Шинель» на «Радио России»[45].
- Премия ФСБ России (номинация «Телевизионные и радиопрограммы», 2006) — за документальный фильм «Конец „Чёрного Ангела“»[46].
- Премия ФСБ России (номинация «Телевизионные и радиопрограммы», 2013) — за документальный фильм «Огненная застава. Оставшиеся в живых».
- Премия ФСБ России (номинация «Телевизионные и радиопрограммы», 2019—2020) — за документальный фильм «Операция „Аргун“».
- Национальная литературная премия «Щит и меч Отечества» (2014) — за многолетнюю работу по освещению проблем ВПК и созданию образа защитника Отечества[47].
- Премия «Человек года — 2015» Русского биографического института в номинации «Журналистика» (9 декабря 2015) — за мужество и профессионализм[48][49].
- Национальная премия «Лучшие книги и издательства — 2015 года» — номинация «Военная журналистика», Русский биографический институт, 18 марта 2016 года[50]
- Приз «Хрустальная фляжка» (2002) — за участие в создании многосерийного документального фильма «Кавказский крест»[51].
- Конкурс «Щит и перо» (2006) — приз губернатора Ульяновской области Сергея Морозова, диплом за создание документального фильма «Операция „Муслим“. Дагестанский детектив»[52].

## Семья
Женат, жена Татьяна (род. 22 января 1972) — коллега Александра и продюсер его фильмов. У пары четверо детей (Александр, Дарья, Арина, Варвара). Старшие дети связали свою жизнь с силовыми структурами, младшие дочери — гимнастки.